# Останете на канала
„Останете на канала“ (на английски: Stay Tuned) е американска фентъзи комедия от 1992 г. на режисьора Питър Хайъмс по сценарий на Джим Дженеуейн, Том С. Паркър и Ричард Сийгъл, а анимационната сцена е ръководена от Чък Джоунс. Във филма участват Джон Ритър, Пам Даубър, Джефри Джоунс и Юджийн Леви.
Филмът излиза по кината в Съединените щати на 14 август 1992 г., разпространен от „Уорнър Брос“. Получава смесени отзиви от критиката и печели 12 млн. щ.д.

## Актьорски състав
- Джон Ритър – Рой Кнейбъл
- Пам Даубър – Хелън Кнейбъл
- Джефри Джоунс – Джони Спайс
- Дейвид Том – Дарил Кнейбъл
- Хедър Маккомб – Даян Кнейбъл
- Боб Диши – Мъри Сейдънбаум
- Юджийн Леви – Кроули
- Ерик Кинг – Пиърс
- Дон Калфа – Уетцел
- Сюзън Блумерт – Дъкър
- Джордж Грей – господин Горгон
- Фейт Минтън – госпожа Горгон
- Дан Пардо – говорител на телевизионна игра